# Rickdependence Spray
 Rickdependence Spray je 4. epizoda 5. série amerického seriálu Rick a Morty. V USA měla premiéru 11. července 2021, v ČR tentýž den na HBO GO.

## Obsah epizody
Morty si na Betině pracovišti všimne nemocničního chovu koní, zajímá se o něj a získá v koňské nemocnici práci dobrovolníka. Aby ho mohl používat k masturbaci. O týden později si Rick z nemocnice vypůjčí barel “koňského spermatu”, aby z něj vytvořil biologickou zbraň, kterou použije na podzemní rasu kanibalistických koňských lidí zvaných “chudáci”, proti nimž s Mortym bojuje. Poté, co Morty přesvědčí Ricka, aby sperma netestoval a neověřoval, zda patří koni, pošle do něj Rick proud a sud exploduje. Když se Morty probere, vidí, že sperma zmutovalo v plovoucí zubaté příšery, které žerou lidi. Rick si to dává za vinu, protože se domnívá, že přinesl špatný vzorek, což se Mortymu velmi vymstí a uleví se mu.
Rodina je prezidentem letecky přepravena do válečné místnosti Pentagonu, kde Morty souhlasí, že bude za Ricka lhát, a řekne prezidentovi, že o epidemii nic nevědí. Prezident přivede profesora Shaboobooa, předního světového odborníka na sperma, který vysloví teorii, že sperma zamíří do Grand Canyonu, protože má vaginální tvar. Když přinese odchycenou spermatickou příšeru a oznámí, že ji hodlá analyzovat, Morty ji zastřelí, aby zahladil stopy. Na Mortyho návrh pošle prezident do Grand Canyonu Ricka, Mortyho, atomové bomby země a vrtulník plný mariňáků. Rychle se vyvíjející spermie sestřelí letadlo trebuchetem.
Rick, Morty a dva mariňáci (jeden se jmenuje Blazen, o kterém si myslí, že je neuvěřitelně cool) havárii přežijí, ačkoli druhý mariňák je při útoku spermií zabit. Morty zachrání spermii s ocasem zaseknutým pod kamenem poté, co ho pozná jako svého stvořitele, a nazve ji “Lepkavá”. Ve válečné místnosti přijde Summer s nápadem vytvořit obří vejce, ke kterému by se spermie hrnuly, ale její nápad jí ukradne Shabooboo. Blazen je zavede do jeskyní, kde se spermie ukrývají, a nakonec se bodne do hrudi a omylem odhalí, že nosí tanga, čímž rozbije Rickovu a Mortyho představu o něm. Spermie zmrazí Ricka v krystalizovaném spermatu a oba jsou odvedeni k mluvící spermii v mechanickém obleku známé jako Královna spermií, která znechucenému Rickovi prozradí, že za jejich vznik je zodpovědný Morty.
Sticky je osvobodí a společně spermie porazí. Zatímco Rick a Morty začnou podél stěn kaňonu rozmísťovat atomové bomby, uvědomí si, že všechny zbývající spermie míří do Las Vegas. Summer se dobrovolně přihlásila s vajíčkem, které vojáci umístili na vrchol Luxoru a plánují ho vystřelit do vesmíru poté, co se do vajíčka dostanou všechny spermie. Morty vysílačkou zavolá prezidentovi a řekne mu pravdu, čímž vyděsí jeho i nedalekou rodinu Smithových. Prezident nařídí Shaboobooovi, aby vajíčko vystřelil do vesmíru, ale dozví se, že to bude trvat třicet minut. Shabooboo bezdůvodně spáchá sebevraždu, zatímco Rick, Morty a Sticky jsou zajati chudáky.
Král Chudů plánuje trojici zabít a sníst, aby potrestal Ricka za sex s jeho dcerou, princeznou Ponetou, ale ta zasáhne poté, co odhalí, že čeká s Rickem dítě. Přesvědčí svého otce, aby poslal armády chudů do boje proti spermiím. V Las Vegas chud a vláda bojují proti spermiím, aby jim zabránili dostat se k vajíčku. Královna spermií se téměř doplazí na vrchol Luxoru, ale je sražena k zemi Stickym, který z instinktu oplodní vajíčko. Zděšená Summer požaduje, aby bylo vajíčko zničeno, ale prezident to odmítne, protože dítě nyní existuje a je volební období. Nemá jinou možnost, a tak ho vypustí do vesmíru.
Modelka ze Sports Illustrated Kathy Irelandová, vdova po Blazenovi, osloví Mortyho, aby se ho zeptala, jestli měl na sobě její tanga, když zemřel, a povzbudí ho, aby řekl pravdu, i kdyby to mělo ublížit lidem, kterých se pravda týká. Morty jí řekne pravdu a ona znechuceně odejde. Poneta porodí křížence člověka a čuvače, který vypadá jako Rick, a bez problémů s ním odejde, a Rick vytáhne sponku “Easy” a zmáčkne ji, což způsobí, že řekne “to bylo snadné”.
Ve scéně po titulcích hovoří astronaut s řídícím střediskem mise, když provádí údržbu na satelitu, a diskutuje o tom, jak jeho žena porodila dítě, aby se ho pokusila udržet na Zemi, ale on ji tam stejně nechal. Když mluví o tom, jak ho ovlivnil pocit viny, dítě Summer a Mortyho před ním povstane v parodii na 2001: Vesmírná odysea a otřese jím k smrti.